# Kay Raseroka
Kay Raseroka est une bibliothécaire botswanaise née à Kwazulu-Natal en Afrique du Sud, présidente de la fédération internationale des associations et institutions de bibliothèques (IFLA) de 2003 à 2005. Depuis la fondation de la fédération en 1927, c'est la première fois qu'une personnalité africaine en assure la présidence.
Elle est directrice des bibliothèques de l'université de Botswana jusqu'en 2010.